# 詹胤昌
詹胤昌（？—？），因庙讳“胤”而易“应”，故又作应昌，四川承宣佈政使司筠連縣人。明朝政治人物、同進士出身。

## 生平
明神宗萬曆四十六年（1618年），詹胤昌中式戊午科四川鄉試第一名舉人（解元）。天啓五年（1625年），中式乙丑科進士，成為筠連歷史上首位進士。初授山東滋陽縣知縣。天啓七年（1627年），同考官内转礼部仪制司，升禮部儀制司主事。曾出使朝鮮，冊封朝鮮國王。轉湖廣武昌道參議，設立義倉，賑濟貧民。

## 家族
詹鳟长子。配彭氏、陈氏、俱封恭人。有弟詹祚昌、詹锡昌。子詹承怘，崇祯十六年癸未科进士。

## 墓葬
墓地为邑西河岸笔架山下“仙鹅抱蛋”佳穴，俗称“武昌道”。1995年元月吉日迁禹门公墓，立新碑于“詹氏墓园”。

## 著作
著作有《守拙篇》、《誇輿集》行世。